# Capurnio Proculo
P. Calpurnio Proculo Corneliano (in latino: P. Calpurnius Proculus Cornelianus; 120 circa – Dacia, 167?) è stato un politico e militare dell'Impero romano.
Fu governatore della Dacia. Il suo mandato in Dacia iniziò in un periodo compreso tra il 161 e il 164 e terminò tra il 162 e il 167. Era originario di Ancyra (Ankara), ed era noto per aver posseduto una tenuta nei pressi di Laodicea Combusta. Calpurnio Proculo fu ucciso in combattimento dalla popolazione di origine sarmatica degli Iazigi.